# Dokar

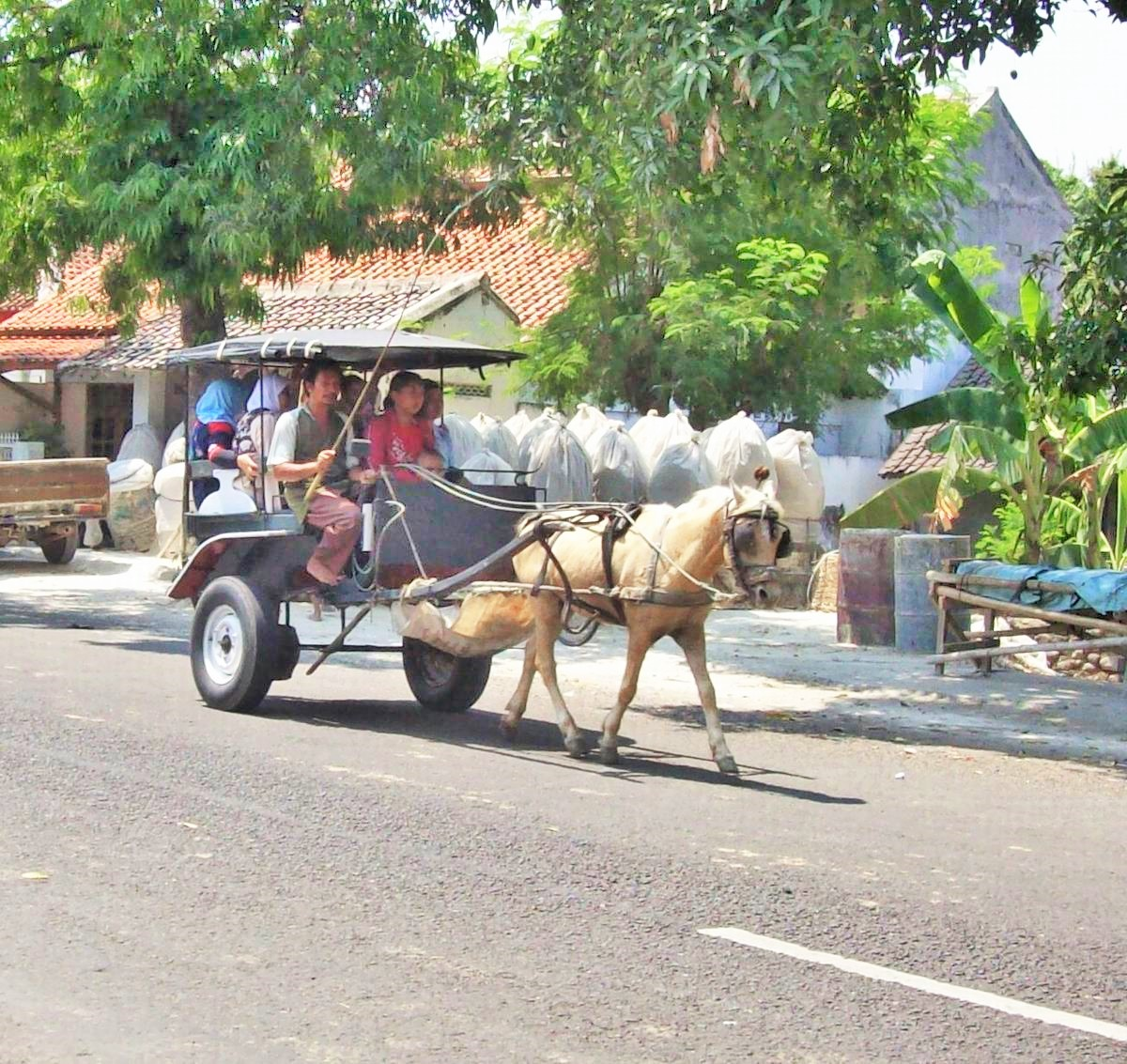
Un Dokar à Java en 2008

Un dokar est un véhicule hippomobile léger à deux roues typique de l'Indonésie, et notamment de l'île de Bali. Jadis très commun, son usage a régressé avec la modernisation des transports, au point qu'il est menacé de disparition.